# Pratt & Whitney Canada PW300
La serie Pratt & Whitney Canada PW300 è una famiglia di motori aeronautici turboventola a flussi separati prodotti dall'azienda canadese Pratt & Whitney Canada e destinati a velivoli civili di medie dimensioni.

## Caratteristiche di funzionamento
La configurazione base della serie PW300 prevede un fan collegato da un albero a tre stadi di turbina di bassa pressione, un compressore assiale a quattro stadi seguito da un compressore centrifugo collegati da un albero a due stadi di turbina ad alta pressione, una camera di combustione anulare. I parametri del motore sono gestiti in maniera automatica da un sistema FADEC (Full Authority Digital Engine Control).

## Versioni
PW305A - 20,81 kN di spinta
PW305B - 23,41 kN
PW306A - 25,36 kN
PW306B - 26,9 kN
PW306C - 25,67 kN
PW307A - 28,49 kN
PW307B - 27,13 kN
PW308A - 30,69 kN
PW308C - 31,14 kN

## Velivoli utilizzatori
Canada
- Bombardier Learjet 60 (PW305A)
- Bombardier Learjet 85 (PW307B)

 Francia
- Dassault Falcon 2000EX/DX/LX (PW308C)
- Dassault Falcon 7X (PW307A)

 Stati Uniti
- Cessna Citation Sovereign (PW306C)
- Fairchild Dornier 328JET (PW306B)
- Gulfstream G200 (PW306A)
- Hawker 1000 (PW305B)
- Hawker 4000 (PW308A)
- Scaled Composites White Knight Two (PW308A)